# Tajan
För andra betydelser, se Tajan (olika betydelser).
Tajan är en kommun i departementet Hautes-Pyrénées i regionen Occitanien i sydvästra Frankrike. Kommunen ligger i kantonen Lannemezan som tillhör arrondissementet Bagnères-de-Bigorre. År 2022 hade Tajan 136 invånare.

## Befolkningsutveckling
Antalet invånare i kommunen Tajan
| Referens: INSEE |